# Трошарина
Трошарина је старији облик пореза на промет. Терети промет или потрошњу одређених артикала, нарочито оних широке потрошње. Трошарина је представљала најважнији порез на промет до Другог светског рата. Није прописивана у облику пореске стопе, већ као износ у динарима по јединици мере или количине.

## Србија
Трошарина је уведена 1869, када су опорезовани шећер, кафа, шпиритус, рум и друга фина алкохолна пића, карте за играње, хартија за цигарете и миришљави сапун. На оку шећера плаћало се 20 пара, а 24 гроша за туце пакета карата. Као казна за кријумчарење, предвиђена је четворострука вредност неплаћене трошарине.
За време примирја између првог и другог рата с Турцима, уведена је 1877. трошарина на пиво, које је сматрано луксузним пићем, по умереној тарифи од 2 динара по хектолитру. Већ 1878. трошарина је повећана на 8 динара по хектолитру. До тада су опорезивани само увозни артикли, а ово је било прво пут да се опорезују и домаћи. Казна за утају је четворострука вредност утајене трошарине.
1881. уведена је крчмарина, као облик опорезивања промета. Плаћала се на пића која се крчме у кафанама и сличним објектима, на вашарима, посластичарницама итд, а износила је по хектолитру вина и ракије 4 динара, пива 10 динара и рума, ликера и других фабрикованих алкохолних пића 50 динара. Крчмарину су плаћали точиоци пића, а процењивана је према ранијој потрошњи, разрезивана годишње и плаћана тромесечно. Казне за утају су 100-300 динара, а потказивачу је припадала 1/3 од наплаћене казне. Због слабе наплате, 1884. озакоњена је могућност да се наплата крчмарине препусти, после лицитације, приватном лицу.
1881. уведена је и трошарина на дуван, који су државној каси плаћали трговци дуваном. Тарифа је била 5 дин/кг бошче (квалитетинији дуван), америчког или другог страног дувана, осим басме (лошији дуван), 2 дин/кг басме и 40 пара/кг домаћег дувана. Већ 1882. проемњене су и повећане тарифе за страни дуван на 4 дин/ kg за сечен и 6 дин/kg за крижан. За увозни дуван трошарина се плаћала на царинарници, а за домаћи онда када је треговац преузимао дуван од произвођача. Казне за кријумчарење су 5, 10 и 20 пута утајена сума, а потказивачу је припадала 1/3.
Законом из 1891. обједињене су све државне трошарине. Опорезовани су следећи предмети: шећер, шећерлеме, алва и сличне посластице, кафа, чоколада, чај, пиринач, зејтин, прерађена риба, јела од риба, пужева, ракова и слична, сир (суви, у калупима или кутијама), шпиритус и пића са преко 40% алкохола, фина пића, пиво, све врсте сапуна, свеће, цигарет папир, петролеј и шибице. Овом законом битно је повећан број трошаринских предмета у односу на дотадашње стање, а у највећем броју случајева повећана је трошарина. Неки од артикала опорезовани су насупрот одредбама трговинског уговора са Аустро-угарском, па је ова протестовала, а Србија је престала да наплаћује трошарину на спорне артикле (кафу, чај, чоколаду итд).
1893. донет је нови закон о трошарини, којим су многе дотадашње стопе повећане. Истовремено су неки производи искључени из трошаринског система, било због новог трговинског уговора са Аустроугарском, било зато што су пребачени у монополске (петролеј, шпиритус и шибице). Трошарински артикли остали су шећер, шећерлеме, алва и сличне посластице, кафа, чоколада, пиринач, зејтин, прерађена риба, јела од риба, пужева, ракова и слична, фини сиреви, пиво, фина вина, фина јака алкохолна пића (коњак, рум итд), фине свеће (парафинске, стеаринске).
1898. укључени су нови трошарински артикли: медицинска вина, јужно воће (лимун, поморанџа, маслине, смокве, урме), лешници, бадем, суво грожђе, нар, зачини, есенција за сирће, летве, даске, греде, облице, стакло за прозоре и излоге, гвоздени стубови и греде, разан грађевински материјал, цемент, креч.
1909. донет је нов закон о трошарини, који је, поред наведених предмета, укључио и електричну енергију (наплаћивала се по киловату, индустрија је плаћала 1/2 тарифе).
Основна политика трошарине увек је било повећано оптерећење увозних и луксузних предмета, али се на тај начин нису могли убрати значајнији приходи, па се морало прибегавати укључењу и егзистенцијалних предмета, оних које троши народ. Највећи проблем све време, а посебно током првих деценија постојања, било је установљавање обима промета трошаринског предмета и наплата трошарине, пошто су порески обвезници стално покушавали да прикрију промет и избегну плаћање трошарине.

## Аустроугарска
У угарском делу монархије (Срем, Бачка, Барања, Банат, Славонија и Хрватска) плаћале су се две врсте трошарине: 1) алкохол, шећер, вино и минерално уље, за које се у целој Аустро-угарској плаћала иста трошарина по јединственом закону, и 2) вино, месо, пиво и шећер (једно време и кафа), а по посебним угарским законима. У Далмацији и Словенији плаћала се трошарина за алкохол, шећер, квасац и минерална уља, вино и месо. У Далмацији се још плаћала трошарина на маст, со, брашно, пиринач, сир, пасуљ, рибу итд. У Босни и Херцеговини је до 1878. важила отоманска трошарина, која се наплаћивала на производњу вина, пива, ракије и других алкохолних пића. Затим је уведен аустријски трошарински систем, који је био готово једнак ономе у Словенији.

## Југославија 1918-1949.
До септембра 1920. важили су предратни прописи о трошарини, када је важност закона о трошарини Краљевине Србије проширена на целу земљу, са извесним одступањима. Трошарински обухват сужен је на шећер, кафу, пиринач, уље, пиво, фина вина, фина жестока пића, сирће, свеће, електричну енергију, плин за осветљење, сијалице, шпиритус, ракију, минералне воде, калцијев карбид и пресовани квасац. Трошарина на вино и ракију није плаћана у Србији и Црној Гори, а као олакшица због ратног страдања. Ово сужење броја трошаринских артикала последица је чињенице да су неки од њих постали приширењен земље од увозних домаћи производи, које би требало ослободити трошаринског оптерећења. Затим, да се земља обновила од ратног пустошења, а посебно Србија, трошарине је ослобођен грађевински материјал. Неке тарифе су: шећер и кафа 1 дин/кг, пиво (у Србији и Црној Гори), пиринач и уље 0,20 дин/кг.
Каснијим изменама укинута је трошарина на пиринач, свеће и калцијев карбид (1927); уведена је трошарина на вино и ракију у Србији и Црној Гори (1929), где до тада није наплаћивана, али са смањењем тарифе и од 1934. само за увозно вино и ракију; изједначен је начин опорезивања пива у свим покрајинама (1927). Тарифа трошарине током међуратрног периода је често мењана. Тако је тарифа за кристал шећер повећана са 1 на 7,5 дин/кг, за кафу са 1 на 8 дин/кг, за ракију са 5 на 25 дин/кг, па је смањена на 14 дин/кг и укинута, за бензин са 0,1 на 5 дин/кг.
Приход од државне трошарине кретао се овако: 94 милиона 1920, 377 милиона 1921, 941 милион 1929/30, 704 милиона 1931/32. и 910 милиона 1937/38. године.
Поред државне трошарине, постојале су и општинске и бановинске трошарине. После Другог светског рата, трошарине су обновљене, али су укинуте 1949. и замењене порезом на промет.